# Fontainebleau
Fontainebleau (kiejtés: fɔ̃tɛnblo), franciaországi város Seine-et-Marne megyében, az azonos nevű kerület (arrondissement) és kanton központja. Lakosainak száma 15 787 fő (2022. január 1.). Fontainebleau Bois-le-Roi, Arbonne-la-Forêt, Noisy-sur-École, Recloses, La Rochette, Saint-Martin-en-Bière, Samois-sur-Seine, Thomery, Ury, Villiers-en-Bière, Achères-la-Forêt, Avon, Barbizon, Bourron-Marlotte, Chailly-en-Bière, Dammarie-les-Lys, Montigny-sur-Loing és Moret-Loing-et-Orvanne községekkel határos.

## Fekvése
16 km-re Meluntól, vasútvonal mellett, egy 19 000 hektáros erdőben található, amelyet róla neveztek el (Forêt de Fontainebleau).

## Népesség
| Lakosok száma | 15 688 | 15 268 | 14 839 | 14 974 | 15 417 | 15 407 | 15 696 | 15 903 | 15 945 | 15 787 |
|               | 2006   | 2009   | 2013   | 2015   | 2016   | 2018   | 2019   | 2020   | 2021   | 2022   |

## Oktatás
- INSEAD

## Kultúra és látnivalók

### Fontainebleau-i kastély
Legnagyobb nevezetessége a kastélya, a reneszánsz egyik csodája, egy nagy, szabálytalan alakú épület, amely öt udvart (Cour du Cheval Blanc vagy des Adieux, de la Fontaine, ovale, des Princes és des Officis) zár körül. Legszebb részei a Chapelle de la Trinité, Martin Fréminet mennyezeti festményeivel, a Salle du Conseil François Boucher festményeivel, a Salle du Trône, gyönyörű tetővel; a Galérie de Daine, most könyvtár, Merry-Joseph Blondel és Abel de Pujol mitológiai festményeivel; a Salon Louis XIII., Ambroise Dubois festményeivel; a Galerie d’Henri II., Niccolò dell’Abbate és Francesco Primaticcio festményeivel; a Galérie de François I., egyike a legszebbeknek, Rosso Rossi festményeivel; a Galérie des Fresques, illetve a színház.
A kastély alapítója állítólag VII. Lajos volt; építtetője azonban I. Ferenc, aki azt francia és olasz művészek segítségével alapjából építtette föl újra. II. Henrik és IV. Henrik kibővítette, I. Napóleon császár és Lajos Fülöp király restauráltatta. A francia uralkodók közül I. Ferenc, II. és IV. Henrik és I. Napóleon tartózkodott itt hosszasabban. Az első itt fogadta nagy fénnyel 1539-ben V. Károly német-római császárt, IV. Henrik itt fogatta el Biron marsallt, akit rövidesen a Bastille-ban kivégeztetett.
Ausztriai Anna anyakirályné kormányzósága alatt a svéd Krisztina királynő lakott benne, aki előbbi kegyencét, Giovanni Monaldeschit is itt ölette meg 1657. november 10-én. XIV. Lajos, aki különben ritkán lakott Fontainebleau-ban, 1700-ban itt fogadta a hírt II. Károly spanyol király haláláról és itt fogadta el unokája, Anjou Fülöp nevében a spanyol örökséget. Nagy Péter cár és VII. Keresztély dán király itt voltak XV. Lajos vendégei. Napóleon itt tartotta fogva 1812-14-ig VII. Piusz pápát, és itt írta alá 1814. április 5-én lemondását a császári trónról.

## Testvérvárosai
- Konstanz, Németország (1960)
- Richmond-upon-Thames, Nagy-Britannia, Anglia (1977)
- Sziemreap, Kambodzsa (2000)
- Lodi, Olaszország (2011)